# Lycosa gigantea
Lycosa gigantea är en spindelart som först beskrevs av Roewer 1960.  Lycosa gigantea ingår i släktet Lycosa och familjen vargspindlar. Inga underarter finns listade i Catalogue of Life.